# Portada/efemèride juny 19
Margaret Fuller
« 18 de juny · 19 de juny · 20 de juny »